# Манот 1
Манот-1 — единственный череп современного человека, найденный за пределами Африки, относящийся к периоду времени приблизительно 60 000 — 50 000 лет назад.

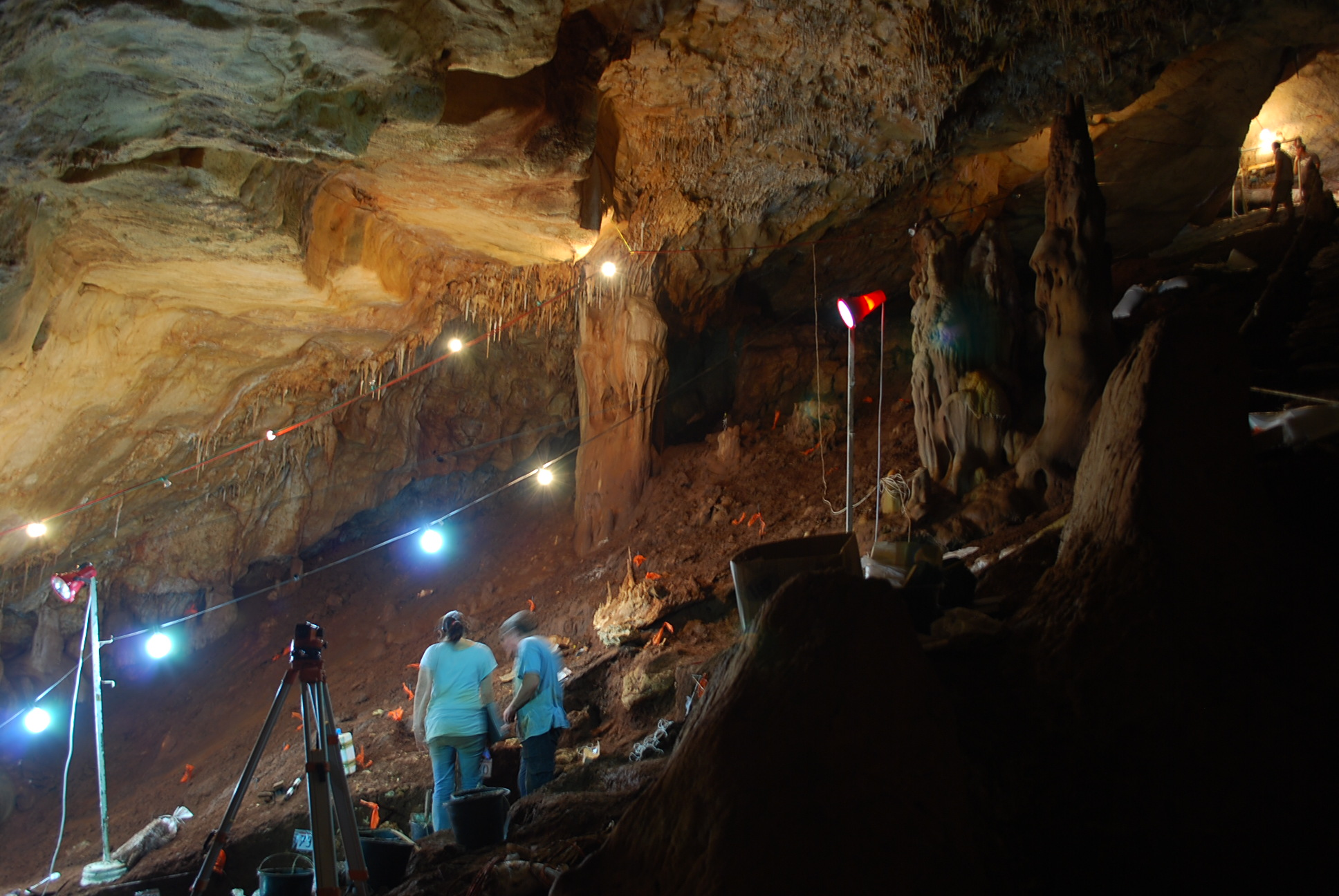
Пещера Манот во время раскопок в 2011 году

В 2008 году во время строительных работ близ поселка Манот в Верхней Галилее на севере Израиля к северо-востоку от города Акко была обнаружена пещера Манот, а в ней — уникальный череп, который считается бесценным для археологов. Он доказывает научное предложение о том, что современные люди покинули африканский континент примерно 60 000 — 70 000 лет назад. Черепная коробка Манот-1 датируется возрастом 51,8 ± 4,5 или 54,7 ± 5,5 тыс. лет.
Этот фрагмент черепа принадлежал близкому родственнику людей, которые поселились в Европе.
Благодаря ему учёные смогли узнать, как выглядели первые европейцы. Их мозг был меньше (сегодня средний объём мозга составляет 1400 миллилитров, а у человека Манот-1 он был 1100 миллилитров). Округлый выступ в задней части головы напоминает как древних европейцев, так и более свежие африканские окаменелости.